# Barrow Kunda
Barrow Kunda ist eine Ortschaft im westafrikanischen Staat Gambia.
Nach einer Berechnung für das Jahr 2013 leben dort etwa 1713 Einwohner, das Ergebnis der letzten veröffentlichten Volkszählung von 1993 betrug 1238.

## Geographie
Barrow Kunda liegt am nördlichen Ufer des Gambia-Flusses in der Upper River Region, Distrikt Wuli. Der Ort liegt rund drei Kilometer nördlich von Chamoi Bunda an der North Bank Road und fünf Kilometer südlich von Gunjur Kuta.